# Paulo António de Carvalho e Mendonça
Paulo António de Carvalho e Mendonça (Mercês (Lisboa), bat. 26 de Novembro de 1702 – Mercês (Lisboa), 17 de Janeiro de 1770) foi um clérigo português, ascendendo a inquisidor-geral e cardeal.

## Biografia
Era o quarto filho de Manuel de Carvalho e Ataíde com Teresa Luísa de Mendonça e Melo. Assim, era irmão do Marquês de Pombal e de Francisco Xavier de Mendonça Furtado. Foi batizado em 26 de Novembro de 1702 na Capela das Mercês, tendo como padrinho o Embaixador Carlos Ernesto de Waldstein (1661-1713).
Desempenhou as funções de monsenhor da Sé Patriarcal de Lisboa.
Foi secretário e supervisor da casa e da propriedade da rainha Mariana Vitória de Bourbon, esposa do rei Dom José I. Deputado do Conselho Geral da Santa Inquisição, predominou de fato nele no período de interrupção das relações com Roma, em que não havia inquisidor-geral (1760-1770). Nomeado Grão-Prior da Colegiada de Guimarães pelo rei José I, em março de 1762. Escreveu para o capítulo para anunciar sua nomeação em 11 de Março. Foi presidente da Senado da Câmara de Lisboa, por decreto de 19 de Setembro de 1764. Sua promoção ao cardinalato foi solicitado pelo rei D. José I de Portugal.
Foi na sua jurisdição que o padre jesuíta Gabriel Malagrida foi condenado à morte por heresia e foi feita a expulsão da Companhia de Jesus de Portugal.
Clemente XIV fê-lo cardeal in pectore em 18 de Dezembro de 1769, acabando por revelar o seu nome em 29 de Janeiro de 1770; contudo, a notícia chegou a Lisboa já este havia falecido.
Faleceu com 67 anos de idade, no lugar de Belém, mas com registo de óbito na paróquia das Mercês (Lisboa), residência habitual. Foi sepultado em jazigo subterrâneo na Igreja Paroquial de Nossa Senhora das Mercês.

## Brasão de Armas
Descrição: Escudo eclesiástico. Em campo de blau uma estrela de jalde com oito pontas, encerrada numa caderna de crescentes de prata — armas da família Carvalho. O escudo está assente em tarja branca, tendo como timbre uma mitra de prata adornada de ouro. O conjunto pousado sobre uma cruz trevolada de duas travessas de ouro. O todo encimado pelo chapéu eclesiástico com seus cordões em cada flanco, terminados por quinze borlas cada um, tudo de vermelho.